# Маршанский сельсовет
Маршанский сельсовет — сельское поселение в Каргатском районе Новосибирской области Российской Федерации.
Административный центр — село Маршанское.

## История
Статус и границы сельского поселения установлены Законом Новосибирской области от 2 июня 2004 года № 200-ОЗ «О статусе и границах муниципальных образований Новосибирской области»

## Население
| 2002 | 2010  | 2012  | 2013  | 2014 | 2015 | 2016 |
| ---- | ----- | ----- | ----- | ---- | ---- | ---- |
| 1355 | ↘1090 | ↘1042 | ↘1003 | ↘965 | ↗983 | ↘950 |
| 2017 | 2018  | 2019  | 2020  | 2021 |      |      |
| ↘936 | ↘902  | ↘899  | ↘887  | ↘845 |      |      |

## Состав сельского поселения
| № | Населённый пункт | Тип населённого пункта       | Население |
| - | ---------------- | ---------------------------- | --------- |
| 1 | Аткуль           | село                         | ↘172      |
| 2 | Иванкино         | село                         | ↘154      |
| 3 | Маршанское       | село, административный центр | ↘764      |